# Сергин, Валерьян Алексеевич
Валерьян Алексеевич Сергин — российский художник, академик Российской Академии художеств (2019), Народный художник РСФСР (1991), член комиссии по живописи Союза Художников России, действительный член Петровской академии наук и искусств.

## Биография
Родился 16 марта 1936 года в Красноярске. В 1950—53 годах учился в Красноярской художественной школе им. В. И. Сурикова, в 1953—58 годах — в Иркутском художественном училище. В 1958—62 годах работал главным хранителем Красноярской краевой картинной галереи (ныне Красноярский государственный художественный музей им. В.И. Сурикова). С 1962 года — преподаватель и художественный руководитель Красноярского художественного училища им. В. И. Сурикова.
Произведения имеются в собраниях крупных художественных музеев Российской Федерации, в частных и государственных коллекциях в различных странах.

## Награды и звания
- 1967 — член Союза художников СССР[6][1].
- 1984 — Заслуженный художник РСФСР[6][1].
- 1991 — Народный художник РСФСР[2].
- 2000 — действительный член Петровской академии наук и искусств[1][4][5].
- 2001 — серебряная медаль Российской академии художеств[1].
- 2002 — Медаль ордена «За заслуги перед Отечеством» II степени[7].
- 2008 — Орден Почёта[8].
- 2010 — член-корреспондент Российской Академии художеств[6].
- 2011 — серебряная медаль Российской академии художеств[1].
- 2014 — Орден Дружбы[9].
- 2015 — золотая медаль Российской академии художеств[1].
- 2016 — золотая медаль Союза художников России[1].
- 2019 — академик Российской академии художеств[1].
- 2019 — Золотая медаль «За верность» Петровской академии наук и искусств[5].